# Lolitrème B
Le lolitrème B est un indole-diterpène trémorgène (qui cause des tremblements), considéré comme le principal responsable de la toxicité du ray-grass endophyté. C'est l'une des nombreuses mycotoxines produites par une espèce de champignons, Epichloë festucae var. lolii, qui parasite une graminées fourragère, le ray-grass anglais (Lolium perenne).
Ce champignon endophyte vit en symbiose avec le ray-grass, il ne nuit pas à la plante, les toxines qu'il produit tuent les insectes qui se nourrissent aux dépens du ray-grass.
Le lolitrème B est l'une de ces toxines, mais il est également nocif pour les mammifères. Les pousses et les fleurs du ray-grass infecté ont des concentrations particulièrement élevées de lolitrème B, et quand le bétail en ingère une trop grande quantité, il contracte la maladie dite « tétanie du ray-grass ».
A faibles doses, les animaux ont des tremblements, et à des doses plus élevées ils chancellent, puis, à des doses encore plus élevées, les animaux souffrent de paralysie et meurent.
Leur pression artérielle s'élève également.
Les effets du lolitrème B apparaissent lentement et disparaissent de même, parce qu'il est stocké dans les graisses après ingestion.
Cette affection est particulièrement fréquente en Nouvelle-Zélande et en Australie, et les obtenteurs ont essayé de sélectionner des souches de champignons qui produisent des toxines plus sélectives, nuisibles aux ravageurs et non aux mammifères.
Le lolitrème B affecte une catégorie de canaux ioniques appelés  canaux BK. Ces canaux s'ouvrent normalement temporairement pour permettre aux neurones et aux autres cellules électrosensibles, comme certaines cellules cardiaques, de se « réinitialiser » après qu'elles ont été excitées ; le lolitrème B les bloque, empêchant le neurone ou la cellule cardiaque de s'activer à nouveau. Cela affecte les fonctions nerveuses et cardiaques. Les canaux sont également impliqués dans le relâchement des vaisseaux sanguins, et le blocage des canaux provoque la constriction des vaisseaux sanguins, ce qui entraîne une augmentation de la pression artérielle.

## Sources
Le lolitrème B se trouve dans les plants de ray-grass anglais (Lolium perenne) infectés par le champignon Epichloë festucae var. Lolii,.
Ce champignon est un endophyte qui vit, pendant une partie de son cycle de vie, à l'intérieur des plantes, ses hyphes croissant entre les cellules végétales ; il est plus fréquent dans les tiges ou talles du ray-grass.
Le champignon produit du lolitrème B, l'une des nombreuses mycotoxines qui tuent les ravageurs, mais qui peut aussi être neurotoxique pour les mammifères.

## Toxicité
Lorsque les animaux ingèrent des tiges de ray-grass infectées par Epichloë festucae var. Lolii, ils contractent une maladie appelée « tétanie du ray-grass. En cas d'intoxication légère, les animaux ont des tremblements, et, en cas d'intoxication plus sévère, ils chancellent et s'effondrent,.
Chez les chevaux, on observe des tremblements des muscles du globe oculaire, qui sont plus sévères pendant les périodes d'alimentation et d'exercice.
Le lolitrème B peut également augmenter la fréquence cardiaque, la pression artérielle, le taux de respiration et perturber le processus de digestion,.
Les lolitrèmes se distinguent parmi les neurotoxines trémorgènes parce qu'elles induisent un effet durable sur la fonction motrice et la fréquence cardiaque. Les tremblements peuvent durer des heures et à des concentrations élevées, ils peuvent causer la mort. Chez les animaux, les cas mortels dus au lolitrème B sont le plus souvent liés à des accidents malheureux tels que la chute dans un étang. Les effets neurotoxiques peuvent être complètement inversés.
Le seuil de toxicité varie d'une espèce à l'autre : chez les moutons, on a trouvé une valeur seuil de 1,8 à 2,0 mg/kg, et chez les bovins de 1,55 mg/kg,.
La mesure de la concentration de lolitrème B dans le tissu adipeux peut être utilisée pour estimer la quantité de lolitrème B consommée et sert à déterminer la cause de la mort des bovins présentant des symptômes neurologiques,.
Le lolitrème B agit probablement en synergie avec l'ergotamine pour augmenter la contraction des muscles lisses.

## Épidémiologie
Epichloë festucae var. lolii infecte le ray-grass dans le monde entier, mais les cas de tétanie due au ray-grass sont rares en dehors de l'Australie et de la Nouvelle-Zélande. Les raisons de cet état de fait ne sont pas claires mais ont peut-être un rapport avec la sélection délibérée de ray-grass infectés par les endophytes par les obtenteurs, qui prennent en compte leur résistance aux ravageurs les plus répandus en Australie et en Nouvelle-Zélande, et avec la pratique de la monoculture par les agriculteurs de ces pays.

## Prévention
Les sélectionneurs ont travaillé avec des mycologues en Australie et en Nouvelle-Zélande pour créer des souches de champignons produisant des mycotoxines toxiques pour les ravageurs mais pas pour les mammifères En attendant que ces souches soient commercialisées, la meilleure prévention est d'éviter de faire paître le bétail sur du ray-grass lors de l'émergence des jeunes tiges et pendant la floraison (les concentrations les plus élevées se trouvent dans l'inflorescence épanouie et à la base des tiges), et en évitant le surpâturage. Dès que l'exposition au lolitrème B est terminée, les symptômes diminuent progressivement.

## Pharmacologie
Le lolitrème B est rapidement éliminé du sérum et a une demi-vie de 14 minutes.
Le lolitrème B n'est pas très soluble et est généralement stocké dans la graisse après ingestion et libéré lentement. C'est probablement pourquoi ses effets se manifestent lentement et persistent après la fin de l'ingestion. Plus la quantité ingérée est importante, plus il est stocké dans la graisse,.
Le lolitrème B cible les canaux potassiques à grande conductivité activés par le calcium (canaux BK) et en particulier la sous-unité α (hSlo) des canaux BK. Ces canaux sont ouverts temporairement pour permettre aux neurones de se « réinitialiser » après avoir été excités. Le lolitrème B les bloque, empêchant les neurones de s'exciter à nouveau après leur dépolarisation, ce qui entraîne des tremblements à faibles doses et, à doses élevées, la paralysie et la mort.
Le site de liaison du lolitrème B est susceptible d'être localisé dans cette sous-unité α,.
Lorsque le lolitrème B est ajouté, le courant de potassium est rapidement supprimé et cette inhibition ne peut pas être inversée par lavage (cette inversion est possible pour la paxilline). Cependant, au fil du temps, le lolitrème B se dissocie lentement du site de liaison. L'inhibition par le lolitrème B dépend de la concentration en calcium. On a constaté que la concentration nécessaire pour une inhibition à 50 % de l'inhibition maximale (IC50) pour hSlo était de 3,7 ± 0,4 nM. Le lolitréme B est une neurotoxine plus puissante in vitro que la paxilline,,.
Le lolitrème B bloque de préférence la configuration ouverte des canaux BK, car sous des concentrations de calcium élevées favorisant l'ouverture des canaux BK, l'affinité apparente augmente d'un facteur trois,.
L'inhibition par le lolitrème B et son affinité diffèrent en fonction de la concentration en calcium. Le lolitrème B a la plus grande affinité pour les canaux BK quand il y a une forte probabilité d'une conformation ouverte, par conséquent lorsque le calcium se lie aux sites à haute affinité. L'inhibition se produit lorsque les canaux sont à l'état ouvert.
Les canaux BK s'opposent à la vasoconstriction des vaisseaux sanguins entraînant une vasorelaxation. Le blocage des canaux conduit à une vasoconstriction et à une augmentation de la tension artérielle.
La sous-unité α du canal BK est exprimée dans les tissus musculaires et nerveux et les canaux BK sont abondants dans le cerveau.
Les canaux BK modulent la libération des neurotransmetteurs, la forme du potentiel d'action et les excitations répétitives.
L'inhibition des canaux peut expliquer pourquoi il se produit une libération accrue des neurotransmetteurs, entraînant des tremblements, une ataxie, une hypersensibilité, une augmentation de la contraction des muscles lisses du côlon et une fréquence cardiaque accrue,,

## Chimie
Le lolitrème B est le membre le plus puissant de la famille des lolitrèmes. Il possède une unité indole-diterpène ainsi qu'un groupe réactif époxyde.
Il ressemble structurellement à la paxilline, composé apparenté, également inducteur de tremblements.
Il existe plusieurs lolitrèmes qui sont désignés par une lettre différente. Ils diffèrent entre eux par la position et le nombre de substituants aryle et hydroxyle, ainsi que par l'absence ou la présence d'un cycle I. L'anneau I semble être nécessaire pour que des tremblements prolongés se produisent.
Les métabolites intermédiaires tels que les terpendoles et la paspaline peuvent devenir des lolitrèmes par addition de deux cycles (A et B) en position C20-C21 du groupe indole de la molécule.

## Biosynthèse
La production de lolitrème B nécessite 10 gènes différents sur un seul locus (le locus LTM) qui est organisé en trois groupes. Ces groupes sont séparés par de longues séquences riches en AT. Le groupe 1 contient les gènes ltmG, ltmK et ltmM. Le groupe 2 les gènes ltmP, ltmF, ltmB, ltmQ et ltmC et le groupe 3 les gènes ltmE et ltmJ. Quatre gènes du groupe 2 sont des orthologues de gènes fonctionnels caractérisés de la paxilline, ce qui signifie que les gènes présentent des séquences homologues. Les gènes du groupe 3 semblent être spécifiques au genre Epichloë,.